# CICT-DT
CICT-DT est une station de télévision albertaine basée à Calgary, Alberta au Canada, appartenant à Corus Entertainment et faisant partie du réseau Global.

## Histoire
La station a lancé ses activités le 8 octobre 1954 en tant que CHCT-TV affilié au réseau CBC jusqu'en 1975 lors du lancement de CBRT (en). Elle est devenue indépendante. Depuis 1988, elle diffusait des émissions de Global. En 1989, le propriétaire Maclean-Hunter est acquis par Western International Communications (en). WIC est acquis par Canwest en 2001 et rejoint officiellement le réseau Global.
Canwest est récupéré par Shaw Media en 2011. Depuis le 1er avril 2016, Shaw Media appartient désormais à Corus Entertainment.

## Télévision numérique et haute définition
| Chaîne | Format | Aspect | Programmation                             |
| ------ | ------ | ------ | ----------------------------------------- |
| 2.1    | 1080i  | 16:9   | Programmation principale CICT / Global HD |

CICT a commencé à diffuser en mode numérique par antenne le 25 mai 2009 et a mis fin à la diffusion analogique le 31 août 2011.